# Nicefor Chumnos
Nicefor Chumnos (ok. 1250 - 18 stycznia 1327) – filozof, retor i teolog bizantyński.

## Życie
Nicefor Chumnos urodził się około 1250 roku prawdopodobnie w Tesalonice. Po przybyciu do Konstantynopola został uczniem Grzegorza Cypryjczyka. Był wysokim urzędnikiem dworskim za panowania cesarza Andronika II Paleologa (1282-1328), przez pewien czas sprawował nawet funkcję pierwszego ministra (mesadzon). Przez córkę Irenę, żonę despoty Jana Paleologa, syna Andronika II, był powiązany z rodziną cesarską. Pod koniec życia, około 1320 roku, wstąpił do klasztoru przybierając imię Natanael. Zmarł 18 stycznia 1327 roku. Do jego przyjaciół należeli Nicefor Kalist Ksantopul i Maksym Planudes. Pośmiertnie uczcił go Teodor Hyrtaken Monodią na śmierć Chumnosa (Monodia).

## Twórczość
Chumnos napisał szereg traktatów filozoficznych, w których ze stanowiska arystotelizmu polemizował z przedstawicielami platonizmu i neoplatonizmu. Filozofię Plotyna, wyłożoną w Enneadach, zwalczał w traktacie Spór z Plotynem o duszę (Antithetikós pros Plotínon perí psychés).
W pismach retorycznych, takich jak O oddziaływaniu mów (Perí lògon kríseos kaj ergasías), dał się poznać jako zwolennik attycyzmu. Za wzór wymowy stawiał Izokratesa (V/IV w. p.n.e.) i Arystydesa (II w. n.e.). Był zdecydowanym zwolennikiem stylu klasycznego i drobiazgowego studiowania i naśladowania pisarzy antycznych. Krytykował, jako nowinkarski, niedbały styl swego przyjaciela Teodora Metochity. Niewykluczone, że za tym sporem kryły się głębsze różnice poglądów na sprawy polityczne, które nie mogły zostać otwarcie wypowiedziane. Ułożył dosyć rozwlekłe mowy pochwalne, enkomia, na cześć Andronika II, mowy pocieszające do córki Ireny, epitafium na Teolepta, metropolitę Filadelfii.
Do pism teologicznych Chumnosa należą homilie o tematyce biblijnej, w których autor zastosował filozofię starożytną do interpretacji trudnych miejsc w Piśmie Świętym. Chumnos napisał też przeciw zachodniej doktrynie o pochodzeniu Ducha Świętego Anaskeue tu dogmatos tu latinon peri tes eksporeuseos tu hagiu Pneumatos.
Z racji zajmowanego stanowiska redagował w imieniu cesarza rozmaite oficjalne dokumenty. Szczególnie interesujący jest edykt z 1296 roku dotyczący reformy sądownictwa i chryzobulla z 1313 roku, w której wspomina się, że król serbski Stefan Milutin udzielił pomocy Bizancjum przeciw Turkom. Chumnos wystylizował też dekret cesarza Andronika II, ogłaszający sierpień miesiącem maryjnym dla cesarstwa z powodu święta Zaśnięcia Najświętszej Marii Panny. Zebrał również materiały prawne przeciw patriarsze Nifonowi, usuniętemu ze stanowiska w 1315 roku z powodu symonii.
Zachował się Zbiór 172 listów Chumnosa o treści filozoficznej, zaadresowanych do cesarzy, wysokich urzędników dworskich, patriarchów, biskupów, przyjaciół.